# كيث إرفينغ
كيث إرفينغ هو سياسي كندي، ولد في 1958 في كندا. حزبياً، نشط في الحزب الليبرالي في نوفا سكوشا ‏. وقد انتخب عضو مجلس نواب نوفا سكوتيا عن دائرة Kings South ‏ خلال فترته النيابية ‏.